# Álbum sorpresa
Un álbum sorpresa o un lanzamiento sorpresa es un álbum o sencillo con poco o ningún anuncio previo, marketing o promoción. La estrategia contrasta con los lanzamientos de álbumes tradicionales, que normalmente incluyen semanas o meses de publicidad en forma de sencillos, videos musicales, anuncios de giras y preventas de álbumes. A menudo, el lanzamiento de un álbum sorpresa es el anuncio formal de su lanzamiento. Esta estrategia se desarrolló en parte debido a la prevalencia de filtraciones de álbumes en Internet durante la década de 2000 y se hizo popular a mediados de la década de 2010 entre los artistas de grabación de alto perfil.

## Historia

### Precursores

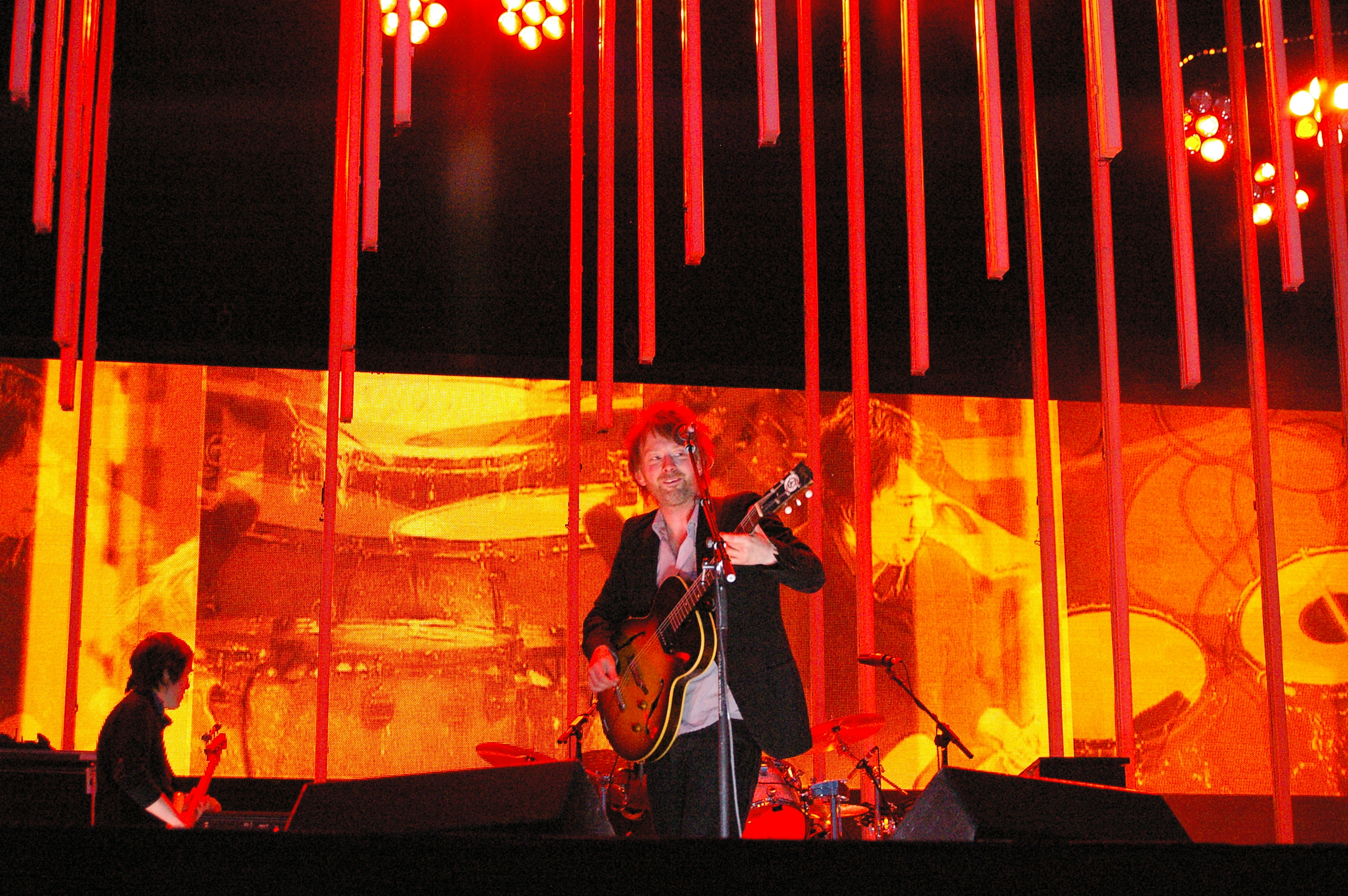
Radiohead en la gira de promoción de su álbum sorpresa In Rainbows lanzado en 2007.

El álbum de estudio del músico inglés David Bowie, Toy, cuyo lanzamiento estaba previsto para marzo de 2001, se concibió originalmente con la intención de grabarse y lanzarse lo más rápido posible, evitando en el proceso los ciclos promocionales tradicionales. Aunque el álbum fue finalmente archivado y no tuvo un lanzamiento oficial hasta 2021, los analistas consideraron el concepto como un precursor temprano del modelo de álbum sorpresa.
Al álbum de estudio de 2007 de la banda de rock inglesa Radiohead, In Rainbows, se le atribuye a menudo el mérito de ser el primer álbum sorpresa. El lanzamiento se anunció en el blog de la banda con diez días de antelación, lo que la revista DIY describe como «un movimiento bastante inesperado» en aquel momento. Poco después del lanzamiento, el bajista de Radiohead, Colin Greenwood, declaró que la banda tuvo varias motivaciones para el formato de lanzamiento del álbum, entre ellas, la creciente popularidad de internet como herramienta para descubrir música, la frustración con el formato tradicional de lanzamiento y promoción, la libertad de no tener contrato con un sello discográfico en ese momento, el deseo de hacer algo especial y único, y el interés en difundir su música directamente a los oyentes de todo el mundo al mismo tiempo. También sirvió como una contramedida a las filtraciones de álbumes en internet, que se habían vuelto frecuentes en esa época. A In Rainbows también se le atribuye el inicio del modelo «paga lo que quieras».
Tras finalizar una tumultuosa relación con Interscope Records en 2007, Nine Inch Nails lanzó de forma independiente Ghosts I–IV y The Slip en 2008. Ambos se lanzaron de forma gratuita (con la opción de comprar ediciones digitales o físicas de mayor calidad) y bajo una licencia Creative Commons para permitir a los fans la posibilidad de editar y remezclar la nueva música como desearan. El mánager de Nine Inch Nails, Jim Guerinot, dijo que la idea de lanzar los álbumes sin previo aviso era para anticiparse a una filtración y controlar el marketing, y afirmó: «Las búsquedas en internet alcanzan su punto máximo en torno a la filtración, no en torno al sencillo o al álbum. Para cuando el álbum sale, ya todo ha terminado».
En 2011, los raperos estadounidenses Jay-Z y Kanye West anunciaron fechas de lanzamiento falsas para su álbum colaborativo Watch the Throne, en parte como un esfuerzo para anticiparse a las filtraciones. Esta estrategia inspiró al cantante Frank Ocean a lanzar por sorpresa su primer álbum, Channel Orange, una semana antes de su fecha de lanzamiento publicitada.

### Popularización
Entre 2011 y 2012, David Bowie grabó The Next Day en completo secreto, y exigió al personal involucrado que firmara acuerdos de confidencialidad. En ese momento, el público estaba convencido de que Bowie se había retirado efectivamente. El 8 de enero de 2013, día de su 66º cumpleaños, el video musical de «Where Are We Now?» se subió a YouTube en las primeras horas de la mañana, y su sitio web anunciaba que los oyentes podían comprar el sencillo en iTunes y preordenar The Next Day. En un par de horas, Bowie acaparó los titulares de todo el mundo. El sencillo alcanzó el número seis en la lista de sencillos del Reino Unido, y se convirtió en el sencillo de Bowie que más alto llegaba en las listas desde «Absolute Beginners» de 1985. Tras su lanzamiento en marzo de 2013, The Next Day debutó en el número uno de la lista de álbumes del Reino Unido y en el número dos del Billboard 200 de Estados Unidos.

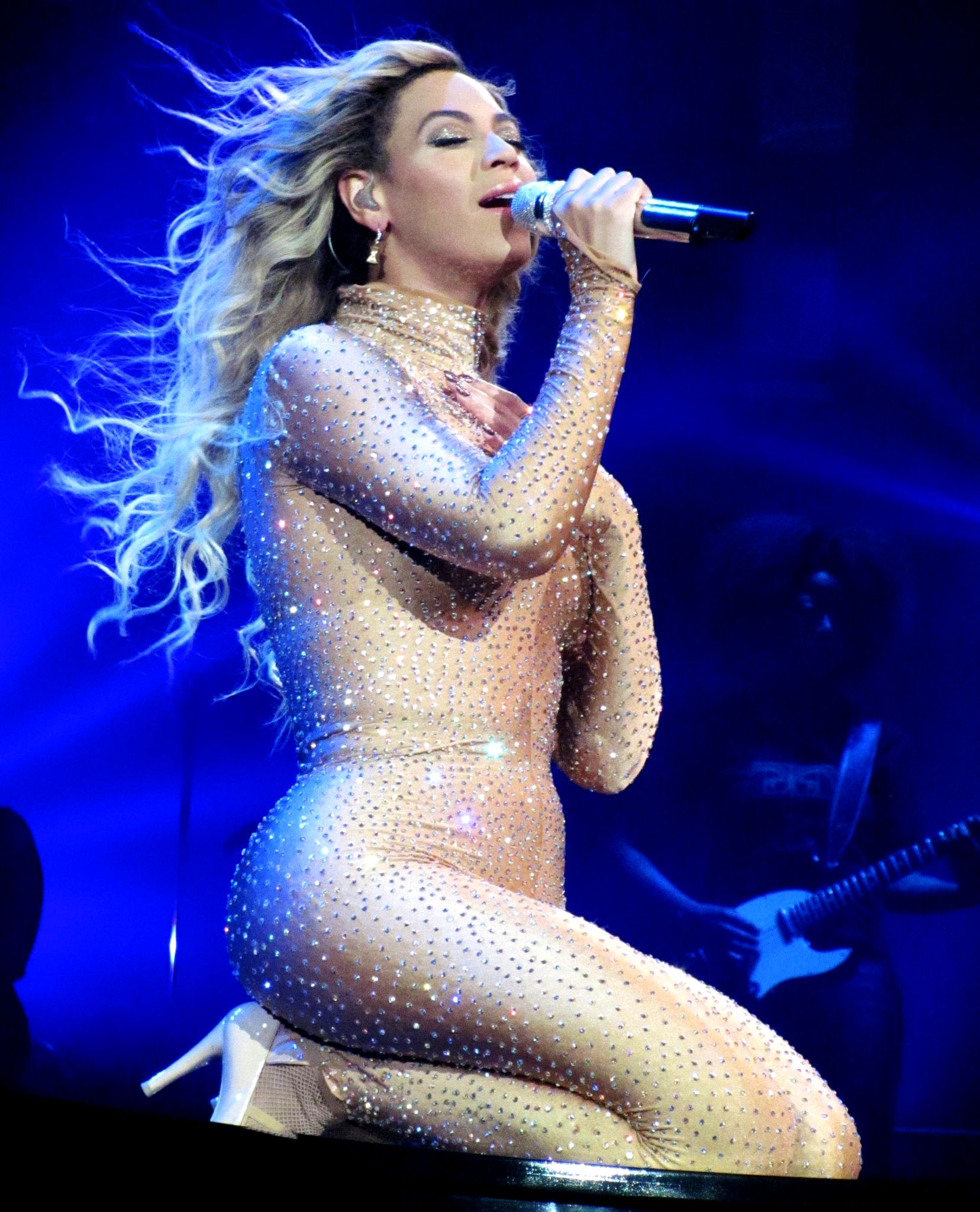
El álbum de estudio homónimo de Beyoncé (2013) a menudo se le acredita la popularización de los lanzamientos sorpresa.

A Beyoncé también se le atribuye la popularización aún mayor de la estrategia de lanzamiento sorpresa. Tras la filtración de su álbum anterior, 4, un mes antes de su fecha de lanzamiento programada, Beyoncé comenzó a trabajar en su siguiente álbum en secreto para evitar que se repitiera. Compartió los detalles del álbum solo con un círculo reducido de personas y a menudo cambiaba la fecha de lanzamiento, la cual solo se concretó una semana antes de su publicación. El álbum se mantuvo en completo secreto para el público general hasta el momento de su lanzamiento. Titulado de forma epónima Beyoncé, el álbum se subió exclusivamente a la iTunes Store el 13 de diciembre de 2013, justo después de la medianoche en Estados Unidos, y se convirtió en el álbum más vendido en la historia de la iTunes Store en los tres días siguientes a su lanzamiento. El éxito comercial del álbum fue un factor en el cambio de la fecha de lanzamiento global de todos los álbumes al viernes.
Beyoncé explicó más tarde que su intención era reinstaurar la idea del lanzamiento de un álbum como un evento significativo y emocionante que había perdido sentido ante la expectación creada en torno a los sencillos. Harley Brown de Vulture escribió: «Desde que el álbum visual homónimo de Beyoncé apareció como un milagro navideño en la iTunes Store a la medianoche de un jueves de diciembre de 2013, las reglas sobre cómo lanzar un disco se reescribrieron literalmente de la noche a la mañana». Según la escritora de Vulture, Lindsey Zoladz, el lanzamiento fue posible gracias a, «presumiblemente, el equivalente a una selva entera en acuerdos de confidencialidad». La cantante también adaptaría el formato de lanzamiento para su siguiente álbum, Lemonade, en 2016. Jay-Z lanzó por sorpresa su álbum de 2017, 4:44, y al año siguiente la pareja lanzó por sorpresa el álbum colaborativo Everything Is Love como The Carters.
A mediados de la década de 2010, la industria musical había entrado en lo que Zoladz llamó la «era del álbum sorpresa». Aunque el nombre de Beyoncé se convirtió en sinónimo de los álbumes sorpresa, los artistas posteriores utilizaron la estrategia de diferentes maneras. Por ejemplo, ciertos artistas lanzaron inesperadamente un álbum, o una selección de temas, que se había anunciado en una fecha anterior, en un esfuerzo por adelantarse a las filtraciones de internet, como ocurrió en 2015 con Vulnicura de Björk, Rebel Heart de Madonna y To Pimp a Butterfly de Kendrick Lamar.

### Otros ejemplos

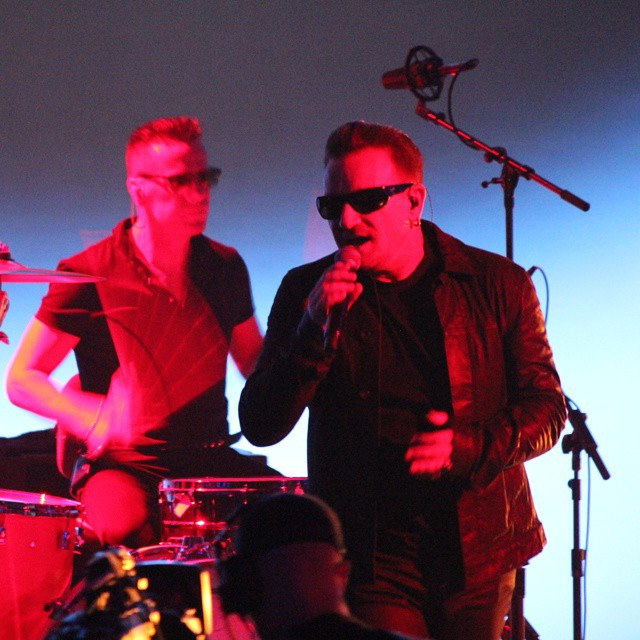
U2 actuando en el lanzamiento de productos de Apple en el que se anunció por sorpresa Songs of Innocence en septiembre de 2014

Algunos álbumes sorpresa generaron controversia. En 2014, la banda de rock irlandesa U2 se asoció con Apple Inc. para lanzar su decimotercer álbum de estudio, Songs of Innocence, a través de la iTunes Store sin costo alguno para quinientos millones de personas. El álbum se añadió automáticamente a las bibliotecas de música de los usuarios en iTunes, lo que, para aquellos con las descargas automáticas activadas, resultó en una descarga no solicitada del álbum en sus dispositivos electrónicos. Muchos usuarios no querían el álbum y, varios meses después del lanzamiento, se sentían frustrados por no poder eliminarlo de sus dispositivos. David Sackllah de Consequence of Sound señaló que «U2 y Apple merecen crédito por pensar de forma ambiciosa, pero sobrestimaron la relevancia de la banda entre los fans, y muchos sintieron que la descarga automática constituía una invasión de la privacidad».
En 2016, el cantante estadounidense de R&B Frank Ocean lanzó por sorpresa su álbum visual Endless para completar su contrato con Def Jam, y rápidamente le siguió Blonde al día siguiente de forma independiente, ambos como exclusivas de Apple Music. El hecho de que Frank Ocean dejara Def Jam puso en tela de juicio los álbumes sorpresa y los lanzamientos digitales exclusivos. Un empleado anónimo de Def Jam dijo a Buzzfeed en ese momento: «Nuestra opinión es que dar exclusivas a plataformas de streaming individuales por largos períodos no es bueno para el artista, no es bueno para los fans y limita la oportunidad comercial para todos los involucrados». Para 2019, Vulture y The Music Network publicaron editoriales que cuestionaban si el formato de lanzamiento de álbumes sorpresa había alcanzado su punto máximo de popularidad y eficacia.

En 2018, el rapero estadounidense Eminem lanzó su décimo álbum de estudio, Kamikaze, sin ninguna promoción ni aviso previo, tras la polarizante reacción que generó su álbum anterior de 2017, Revival, convirtiéndose así en su segundo álbum de estudio completo en ocho meses. En una serie de entrevistas en video de cuatro partes con Sway Calloway, expuso la razón para lanzar el álbum de esta manera: 
«Cuando te enfrentas a un álbum, puedes enfrentarte a cualquier cosa con la mentalidad de 'esto va a ser una mierda'. Siento que no darles ningún aviso fue lo mejor que podía hacer. Cuando se filtró la lista de canciones de Revival, la reacción fue abrumadoramente: 'esta mierda va a ser basura'. Nadie quería realmente equivocarse al respecto. No digo todo el mundo, pero mucha gente ya se había formado su opinión».
 El siguiente álbum de estudio de Eminem en 2020, Music to Be Murdered By (y su Side B – Deluxe Edition), fue otro lanzamiento sorpresa. En una entrevista en su canal de radio Shade 45, explicó la tendencia de lanzar álbumes sorpresa: 
«Siento que cuando va a salir un álbum, si le aviso a la gente, empiezan a ver la lista de canciones y saben que viene... siento que mi mejor oportunidad para evitar [el prejuicio] es simplemente lanzarlo, en lugar de que la gente piense cosas como 'si tiene a esta persona en el álbum, no me va a gustar ni una mierda'. Le da a todo el mundo demasiado tiempo para pensar en ello y en sus expectativas de lo que creen que debería ser, y nunca voy a cumplir con eso. Así que esta es una especie de teoría que tengo desde Revival».

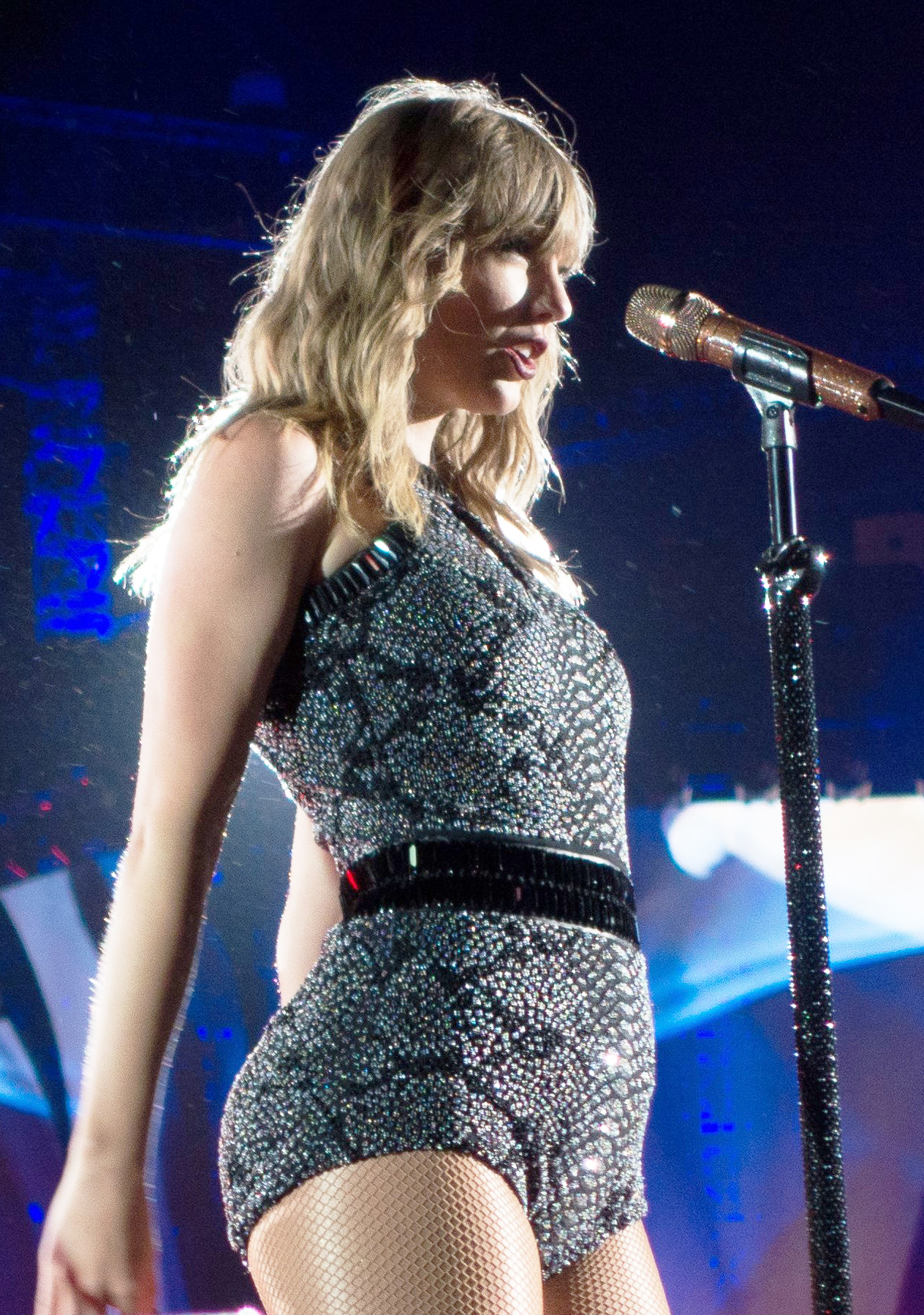
Taylor Swift (en la foto de 2018) lanzó dos álbumes sorpresa, Folklore y Evermore, uno tras otro en 2020, con éxito comercial y aclamación de la crítica.

En 2020, el octavo álbum de estudio de la cantautora estadounidense Taylor Swift, Folklore, se lanzó con menos de 24 horas de antelación, para gran sorpresa de los oyentes y de la industria musical. El álbum se creó en aislamiento durante la pandemia de COVID-19, bajo total secreto; Republic Records, el sello discográfico de Swift, fue informado sobre el proyecto solo unas horas antes de su lanzamiento. Según Elias Leight de Rolling Stone, aunque Swift había preferido los ciclos de lanzamiento de álbumes tradicionales y era «un caso raro de resistencia» entre los grandes artistas, el lanzamiento sorpresa de Folklore reconoció que «la nueva clase de ganadores lanza música de forma constante y se adapta rápidamente para capitalizar los puntos de inflexión repentinos, en lugar de tratar de forzar que esos puntos de inflexión ocurran en un calendario regular y preestablecido. Si el éxito en la industria musical solía basarse en la fuerza, ahora se basa más en la velocidad». Cinco meses después, Swift lanzó por sorpresa su noveno álbum de estudio, Evermore, que describió como el disco «hermano» de Folklore. Vulture afirmó que la noticia de otro álbum sorpresa de Swift «fue un gran shock», ya que ella había sido «la más leal y prominente de la industria al despliegue tradicional de álbumes pop», quien convierte sus lanzamientos cuidadosamente planeados en «un arte en sí mismos». En 2022, tres horas después del lanzamiento de su décimo álbum de estudio, Midnights, Swift lanzó por sorpresa siete canciones adicionales escritas para el álbum pero no incluidas en la lista de 13 temas de la edición estándar. En 2024, dos horas después del lanzamiento de su undécimo álbum de estudio, The Tortured Poets Department, Swift lanzó por sorpresa quince canciones adicionales como una edición de álbum doble subtitulada The Anthology. El 11 de noviembre de 2022, el DJ y productor musical noruego Kygo lanzó su cuarto álbum de estudio, Thrill of the Chase, sin ningún anuncio previo. El 22 de noviembre de 2024, el rapero estadounidense Kendrick Lamar lanzó su sexto álbum de estudio, GNX, sin ninguna promoción ni aviso previo, tras su disputa de 2024 con Drake.